# Němčice (district de Pardubice)
Pour les articles homonymes, voir Němčice.
Němčice (en allemand : Niemschitz) est une commune du district de Pardubice, dans la région de Pardubice, en République tchèque. Sa population s'élevait à 839 habitants en 2024.

## Géographie
Němčice se trouve sur la rive droite de l'Elbe, à 7 km au nord du centre de Pardubice et à 98 km à l'est de Prague.
La commune est limitée au nord par Hrobice et Dříteč, à l'est par l'Elbe et les communes de Sezemice et Kunětice, au sud par Ráby et Staré Hradiště, et à l'ouest par Srch.

## Histoire
La première mention écrite du village date de 1436.

## Transports
Par la route, Němčice se trouve à 9 km de Pardubice et à 119 km de Prague. 